# Alojzij Meško
Alojzij  Meško, slovenski rimskokatoliški duhovnik, * 7. junij 1858, Velika Nedelja, † 2. julij 1897, Trgovišče. 
Rodil se je očetu Sebastjanu in materi Tereziji (rojeni Skuhala). V letih 1878-1882 je študiral bogoslovje v Mariboru, kjer je bil 1881 tudi posvečen v mašnika. Leta 1891 je iz teologije doktoriral v Gradcu. Sprva je služboval kot kaplan v Starem trgu, nato od 1884-1890 kot korni vikar v Mariboru. V letih 1890-1897 je bil profesor  moralne teologije na bogoslovnem učiteljišču v Mariboru. Ustanovil je katoliško delavsko društvo v Mariboru. 